# Wilhelm Ries
Wilhelm Ries, auch Riess (* um 1814; † nach 1839), war ein deutscher Genre- und Porträtmaler der Düsseldorfer Schule.

## Leben
Wilhelm Ries kam aus Siegburg und studierte ab 1833 Malerei an der Kunstakademie Düsseldorf. Dort besuchte er zunächst die Elementarklasse von Josef Wintergerst, 1834 die Gips- und Malerklasse, 1835 die 2. Klasse bei Karl Ferdinand Sohn, ehe er im selben Jahr wegen Raummangels in die Klasse von Theodor Hildebrandt versetzt wurde. Hildebrandt unterrichtete ihn bis 1839 und benotete seine Leistungen als „sehr gut“.